# Come prima
Come prima – popularna włoska piosenka z 1957. Tekst: Mario Panzeri, muzyka: Vincenzo Di Paola i Sandro Taccani.
Pierwszym wykonawcą piosenki we Włoszech był Tony Dallara w 1957. W 1958 piosenka ta w jego wykonaniu osiągnęła 5. miejsce na włoskiej liście przebojów; w tym samym roku nagrali ją we Włoszech również: Marino Marini (odnotowana na brytyjskich listach przebojów w tym samym roku) oraz Domenico Modugno.
Wersję francuską pt. „Tu me donnes” nagrała Dalida w 1959. Wersję brytyjską pt. „More than Ever” (z tekstem Mary Bond) nagrali m.in.: Malcolm Vaughan z Michael Sammes Singers, Robert Earl, Eve Boswell, i in. W USA piosenka ukazała się pt. „For the First Time” a nagrali ją m.in.: Polly Bergen w 1958, Mario Lanza w swoim ostatnim filmie For the First Time (1959), Dean Martin, The Platters.
Wersję polską nagrała Rena Rolska.